# Schulamt Grimma
Das Schulamt Grimma war eine im Leipziger Kreis gelegene territoriale Verwaltungseinheit des Kurfürstentums Sachsen. Bis zum Ende der sächsischen Ämterverfassung im Jahr 1856 bildete es den räumlichen Bezugspunkt für die Einforderung landesherrlicher Abgaben und Frondienste, für Polizei, Rechtsprechung und Heeresfolge.

## Geographische Lage
Das Schulamt Grimma mit dem Kloster Nimbschen lag an der Mulde bei Großbothen unmittelbar unterhalb des Zusammenflusses der Zwickauer Mulde mit der Freiberger Mulde. Es umfasste acht Dörfer bei Großbothen zwischen Grimma im Norden und Colditz im Süden. Im Westen streifte die Parthe das Amt. Im Osten grenzte das Amt an den Thümmlitzwald.

## Angrenzende Verwaltungseinheiten
|             | Erbamt Grimma                               |             |
| Amt Colditz | Kompassrose, die auf Nachbargemeinden zeigt | Amt Colditz |
|             | Amt Colditz                                 |             |

## Geschichte
Das 1550 gegründete Schulamt Grimma ging aus dem Besitz des säkularisierten Klosters Nimbschen hervor und war für die Verwaltung des Besitzes und der wirtschaftlichen Unterhaltung der Fürstenschule Grimma zuständig. Im Jahr 1550 wurde im ehemaligen Augustinerkloster eine der drei wettinischen Fürstenschulen eingerichtet. Für die wirtschaftliche Unterhaltung erhielt die Schule vom Landesherren acht Dörfer aus dem ehemaligen Besitz des Klosters Nimbschen. 
Ab 1829 erfolgte schrittweise die Vereinigung des Schulamts mit dem Erbamt Grimma bezüglich der Finanzverwaltung, ab 1835 bezüglich der Justiz. 1856 erfolgte die Auflösung des Justizamtes Grimma, dessen Aufgaben nun das Gerichtsamt Grimma übernahm.

## Bestandteile
Amtsdörfer
Das Amt umfasste das Kloster Nimbschen und acht Dörfer aus dem säkularisierten Grundbesitz des Klosters Nimbschen.
- Höfgen
- Förstgen (anteilig)
- Großbardau
- Großbothen
- Kaditzsch
- Kleinbothen
- Nimbschen
- Schaddel
- Schkortitz